# Estadio Sloka
El Jūrmalas pilsētas stadions "Sloka", conocido como Slokas Stadions, es un estadio de usos múltiples que se encuentra ubicado en la ciudad costera de Jūrmala, en el noroeste de Letonia.

## Usos
En la actualidad se utiliza principalmente para partidos de fútbol de la asociación y es el estadio local del FK Spartaks Jūrmala. Tiene una capacidad para albergar a 2.500 personas. El estadio cuenta con dos canchas de fútbol, sectores de atletismo y una pista de atletismo. En 2007, el estadio fue reconstruido.